# Kanton Barentin
Kanton Barentin is een kanton van het Franse departement Seine-Maritime. Het kanton maakt deel uit van het arrondissement Rouen. Het heeft een oppervlakte van 233,72 km² en telt 40 500 inwoners in 2017, dat is een dichtheid van 173 inwoners/km².
Het kanton Barentin werd opgericht bij decreet van 27 februari 2014, met uitwerking op 22 maart 2015 en omvat volgende 21 gemeenten:
- Anneville-Ambourville
- Bardouville
- Barentin
- Berville-sur-Seine
- Blacqueville
- Bouville
- Duclair
- Épinay-sur-Duclair
- Hénouville
- Jumièges
- Mauny
- Le Mesnil-sous-Jumièges
- Quevillon
- Saint-Martin-de-Boscherville
- Saint-Paër
- Saint-Pierre-de-Varengeville
- Sainte-Marguerite-sur-Duclair
- Le Trait
- Villers-Écalles
- Yainville
- Yville-sur-Seine